# Charles B. Mitchel
Charles B. Mitchel (Gallatin, 1815. szeptember 19. – Little Rock, 1864. szeptember 20.) az Amerikai Egyesült Államok szenátora (Arkansas, 1861).